# Miles (rey de Esparta)
Miles (en griego: Μύλης), en la mitología griega, fue un antiguo rey de Laconia. Era hijo del rey Lélege y hermano de Policaón. Miles fue el padre de Eurotas, el cual engendró a Esparta, de quien recibió el nombre de la ciudad de Esparta. Después de la muerte de su padre Lélege, Miles gobernó sobre Laconia. Después de su propia muerte, su hijo Eurotas lo sucedió. Se contaba que fue el inventor del molino en el lugar de Alesias.